# Kriegerdenkmal Audorf
Das Kriegerdenkmal Audorf ist ein denkmalgeschütztes Kriegerdenkmal im Ortsteil Audorf der Gemeinde Beetzendorf in Sachsen-Anhalt. Im örtlichen Denkmalverzeichnis ist das Kriegerdenkmal unter der Erfassungsnummer 094 90295 als Baudenkmal verzeichnet.

## Allgemeines
Das Kriegerdenkmal Audorf steht westlich der Dorfkirche Audorf auf dem Friedhofsgelände und besteht aus mehreren Teilen. Das Kriegerdenkmal für die gefallenen Soldaten des Ersten Weltkriegs besteht aus drei behauenen Monolithen. Der mittlere trägt eine Inschrift und ist mit einem trauernden Soldaten im Relief verziert. Die beiden äußeren sind kleiner als der mittlere. Der rechte Monolith ist mit einem liegenden Kreuz verziert. Rechts neben der Monolithengruppe wurde eine in Holz eingefasste Gedenktafel zur Erinnerung an die Gefallenen des Zweiten Weltkriegs aufgestellt. Bekrönt wird dieses Denkmal durch ein Eisernes Kreuz.
In der Kirche sind Gedenktafeln für die Gefallenen beider Weltkriege und für die Gefallenen des Deutsch-Französischen Kriegs aufgehängt worden. Im Kreisarchiv des Altmarkkreises Salzwedel ist die Ehrenliste der Gefallenen des Ersten Weltkriegs erhalten geblieben. Die Gedenktafel für die Gefallenen der Befreiungskriege von 1813–1815, die laut preußischer Anordnung in jedem Ort geschaffen werden musste, ist nicht mehr vorhanden. In den Akten von 1816 sind im Landesarchiv Sachsen-Anhalt die Listen der Gefallenen aber noch erhalten geblieben.

## Inschrift
Erster Weltkrieg
Zweiter Weltkrieg